# Hald Sø
Hald Sø är en sjö i Danmark.   Den ligger 6 km söder om Viborg i Region Mittjylland. Hald Sø ligger 9 meter över havet. Arean är 3,4 kvadratkilometer. Trakten runt Hald Sø består till största delen av jordbruksmark.